# Koilodepas frutescens
Koilodepas frutescens är en törelväxtart som först beskrevs av Carl Ludwig von Blume, och fick sitt nu gällande namn av Airy Shaw. Koilodepas frutescens ingår i släktet Koilodepas och familjen törelväxter. Inga underarter finns listade i Catalogue of Life.